# K'
K' è un personaggio proveniente dalla serie video ludica "The King of Fighters", nonché protagonista della seconda saga del gioco. 
Per differenziarlo dal protagonista precedente, l'editore SNK decise, durante lo sviluppo, di renderlo un eroe oscuro. K' è un eroe che preferisce affidare agli altri le responsabilità piuttosto che prendersele.

## Storia

### In origine
Il vero nome e il luogo di origine di K' sono sconosciuti, si sa soltanto che in passato viveva serenamente con sua sorella Seirah, la quale venne uccisa da NESTS. Successivamente fu portato nella base dove venne addestrato per divenire un'arma da guerra.
Nel 1998 venne utilizzato come cavia per il programma di clonazione Kusanagi ma, quando venne infuso dentro di lui il DNA di Kyo, risultò troppo instabile da controllare e perciò gli fu consegnato un guanto speciale in grado di contenere il potere della sua fiamma rossa. Per renderlo più facile da controllare, venne privato dei suoi ricordi di infanzia, facendogli credere di essere il clone di Krizalid.

### Saga NESTS
Nel 1999 partecipò al torneo indetto da NESTS ed assieme al suo collega  Maxima,Benimaru e Shingo formò lo "hero team" con l'intenzione di monitorarli e testare le proprie capacità. Una volta abbattuti tutti gli avversari, sconfissero anche il boss Krizalid che si rivela non essere un umano ma un clone di K', il quale invece è un umano che è stato Rapito e addestrato da NESTS e non un clone. Dopo la dipartita di Krizalid da parte di un individuo misterioso e il ricongiungimento con Kyo vengono tutti separati da delle barricate ma ognuno di loro riesce a salvarsi inclusi K' e Maxima che dopo aver sconfitto orde di soldati scappano prima che tutto crolli.
Durante l'anno 2000 Vanessa e il wrestler messicano Ramon chiedono a K'  e Maxima di unirsi a loro e quest'ultimo, nonostante le polemiche dell'amico, accetta. Durante il KOF viene sfidato dall'Anti-K, Kula Diamond, riuscendo a sconfiggerla. Dopo aver vinto il torneo però, Vanessa e Ramon rivelano le loro intenzioni di catturare K' per estorcergli informazioni. Si scopre che Ling è in realtà un clone creato da Zero, uno dei pezzi grossi di NESTS che sponsorizzò il torneo. l'Hero team se la dovrà vedere contro di lui e sconfiggerlo senza farsi assorbire l'energia necessaria a caricare L'arma satellitare creata da Zero. Nonostante il nemico sia stato sconfitto riesce ad attivare l'arma e a creare gravi danni a Southtown, ma fortunatamente tutti si salvano e K' ha una visione di sua sorella che prima di venire separata da lui e morire gli chiede di non piangere perché un giorno si rivedranno. Una volta sveglio K' fa il resoconto a Maxima di ciò che gli è accaduto e Maxima gli chiede se poteva trattarsi di uno dei suo ricordi repressi e K' risponde di non sapere se poteva davvero essere così. Dopo aver visto una stella cadente K' e Maxima incontrano Whip, un membro degli Ikari warrios, che rivela a K' di essere un clone di sua sorella e gli chiede di unirsi a lei con Maxima;  K' accetta senza pensarci due volte. Kula Diamond intanto elimina definitivamente Zero, che nel frattempo era riuscito a salvarsi, utilizzando la sua stessa arma contro di lui.
In cerca del quartier generale di NESTS setacciano tutte le basi situate in ogni angolo del globo senza trovare neanche un indizio, così decidono di partecipare al torneo che si svolgerà durante l'anno 2001 e, siccome il torneo prevede quattro partecipanti per ogni team, il trio accoglie tra loro il ninja del clan Hizoku: Lin. Durante il torneo i primi nemici da battere saranno K999, Kula ed Angel e, una volta sconfitti, K' e i suoi compagni passeranno in finale dove troveranno ad attenderli Original Zero che rivela che quello di prima era un clone difettoso e che è lui l'individuo misterioso che fece fuori Krizalid. Spalleggiato da un clone di quest'ultimo, Ron e il suo leone nero, darà del filo da torcere ai protagonisti, ma nonostante ciò viene battuto e Zero indica il punto preciso in cui si trova il quartier generale di NESTS. Una volta aperta la porta di ingresso trovano Igniz che, dopo aver ucciso un fantoccio creato da lui, dice a K' e al gruppo che li vuole sfidare per acquisire i loro dati e diventare un dio. Dopo essere sconfitto maledice l'umanità schiantando il dirigibile/base verso la terra e tutti vengono salvati da Ron mentre K999 cerca di uccidere Kula che nel frattempo ha salvato K', il quale era precipitato in un fiume. Per sdebitarsi K' cerca di proteggere Kula irritando così K9999 che, dopo aver visto le forze di Haidern in avvicinamento, scappa giurando vendetta. K' si allea con Kula e la sua tutrice Diana per crearsi un nuovo futuro e recuperare il tempo perso.

### Ash Saga
K' prende parte al nuovo torneo, organizzato da un ente misterioso sotto richiesta di Chin Gentsai (Membro dello Psycho soldiers team), per via del fatto che sembra esserci un'energia oscura di proporzioni mai viste durante i precedenti tornei. Assieme a Whip e Maxima è pronto per indagare. Alla fine del torneo si presenterà davanti a loro il demone Mukai, che vuole scoprire se riusciranno a sopravvivere alla nuova era. Dopo averlo sconfitto e costretto a ritirarsi, K' ricorda con disprezzo il fatto che quest'ultimo lo provocò, ricordandogli che non aveva ancora recuperato tutti i ricordi delle sue origini. Ciò lo spinge a domandarsi se possa superare il suo destino.
Dopo la fine di KOF XI il K team verrà richiamato dalle forze speciali di Haidern, per parlare con lui di un gruppo noto come "quelli del passato" e del corpo di Magaki che venne preso in custodia dalle forze dell'ONU e successivamente rubato da due bambini. Uno di questi due bambini riesce a farsi beffe di Hadern rubandogli la benda.
K' partecipa contro voglia al Kof XIII perché Chin aveva promesso una valanga di gelati a Kula. Dopo la fine del torneo si vedono in crociera i membri del K team che si stanno divertendo, tranne quest'ultimo. In seguito arrivano degli ex agenti di NESTS e il trio si prepara per sconfiggerli.

## Nuovo arco narrativo
K' e gli altri ormai sono liberi di poter vivere tranquillamente grazie ad Hadern che, per ripagarli del loro prezioso aiuto, ha rimosso i poster che li ritraevano come ricercati. Nonostante ciò esistono ancora organizzazioni oscure che li perseguitano e, dopo aver sconfitto degli inseguitori assieme a Maxima, Kula gli manda un messaggio dove li avvisa che degli ex membri di NESTS parteciperanno al torneo.
Quando il torneo finisce il trio trasmette delle informazioni su Verse al gruppo di Haidern e dopo aver dato i saluti Maxima dice a K' che da dei frammenti di Verse ne sono uscite persone che un tempo erano morte e che hanno preso parte a KOF in passato, e chiede a K' se vuole dargli la caccia ma K' rifiuta dicendo che vorrebbe fare una nuotata.
Successivamente K'  ha una lite con Kula che scappa da lui e Maxima e viene rapita da un certo Krohnen Mcdougal e si uniscono a Whip per salvare Kula e scoprono che Krohnen parteciperà al torneo kof del 2015 e loro sono costretti a prendervi parte.
Dopo la fine del torneo K,Maxima e Whip sono nascosti nel luogo designato in cui si trova l'ostaggio e scoprono che Kula e stata data da Krohnen a Diana e Foxy e stava mangiando un gelato che stava per cadere e si scopre che Kula aveva chiesto a K' di portarla al luna Park ma K' dice che non si devono promettere promesse che non si possono mantenere e tutti dicono che K' era in fondo era preoccupato per Kula perche era stato il primo a correre subito da Kule e fanno pace e Whip fa rapporto al suo colonnello Hadern e dopo vanno insieme al luna Park con un K' che pensa che tutto questo sia assurdo e dice a Maxima di essere l'unico ad avere un po' di buon senso.

## Personalità
K' tende spesso ad innervosirsi e a rimanere molto cupo e taciturno. Il suo essere incerto lo spinge ad affidare ad altri il comando delle operazioni, ma può anche essere arrogante dato che è sicuro della sua forza e vuole dimostrare a tutti quanto vale. Non è molto propenso a interagire con gli altri partecipanti ed anzi il più delle volte vuole evitare di dialogare con le persone con cui non ha davvero confidenza. Alcuni lati della sua personalità sono probabilmente dovuti alla mancanza dei suoi ricordi d'infanzia ed questo lo ha reso un ragazzo perennemente angosciato.

## Mosse caratteristiche
Lo stile che usa K' ha il nome "pura violenza" e ciò rende ancora più unico il personaggio, tuttavia si possono trovare alcune mosse riconducibili al jeet kune do.
Ein trigger: K' colpisce il suo nemico usando il suo fuoco in modo ravvicinato,
Esistono diverse varianti di questa tecnica e sono:
Second trigger: dopo aver usato ein trigger, K' spingendo col piede il fuoco può trasformarlo in un proiettile.
Second shell: dopo aver usato ein trigger, K' da un calcio bruciante verso l'alto al nemico.
Blackout: K' e in grado di tele-trasportarsi e può farlo anche durante ein trigger.
Second spike: K' può dare un calcio in volo dopo ein trigger.
(Nota: alcune di queste Mosse sono varianti di tecniche che ci saranno più avanti).
Crow/secondary bites: K' da un colpo che brucia il nemico fino ad arrivare verso l'alto, e esiste anche il secondary bites dove dopo essersi spinto a mezz'aria il nemico viene colpito da un calcio che lo fa precipitare a terra
Minutes/norrow Spike; K'  salta e colpisce con un calcio il nemico ed esiste una versione che può essere usato anche da più in alto che si chiama norrow Spike.

### Mosse Speciali
Heat Drive: K' concentra il suo fuoco nel suo pugno incendiandolo e, una volta rilasciato il colpo, k' stesso diventa un proiettile che con un pugno colpisce e fa volare in aria il nemico.
Chain Drive: K' lancia una serie di colpi terminando con il colpo di grazia "One Inch" (una mossa forte basilare).
Hyper Chain Drive: K' mettendo il suo pugno a terra crea una colonna di fuoco che imprigiona sia lui che il nemico danneggiando a quest'ultimo.
Crimson star road: K' scompare mentre si dirige verso il nemico; ricompare facendo al nemico il pollice in giù e dopo di questo il nemico esplode.

## Curiosità
L'aspetto di K' ricorda molto quello dei Classici motociclisti Bosozoku.
Il Chain Drive di K' sembra essere ispirato al film del 1997, Drive.